# تاریخ مصر
تاریخ مصر، با قدمتی طولانی و غنی، به دلیل وجود رود نیل و سواحل و دلتای حاصلخیز آن، همراه با دستاوردهای ساکنان محلی و تأثیرات خارجی، شکل گرفته است. بخش عمده‌ای از تاریخ مصر باستان تا پیش از کشف و رمزگشایی سنگ روزتا و هیروگلیف‌های مصری ناشناخته باقی مانده بود. یکی از عجایب هفت‌گانه جهان باستان، هرم بزرگ جیزه است که نمادی از تمدن کهن مصر به شمار می‌رود.
تمدن مصر باستان حدود سال ۳۱۵۰ قبل از میلاد و با اتحاد سیاسی مصر علیا و مصر سفلی تحت فرمانروایی نارمر، نخستین پادشاه سلسله اول، پدید آمد. حکومت این تمدن که عمدتاً توسط مصریان بومی اداره می‌شد، تا زمان تسلط شاهنشاهی هخامنشی در قرن ششم قبل از میلاد ادامه یافت.
در سال ۳۳۲ قبل از میلاد، اسکندر، فرمانروای مقدونی، مصر را فتح کرد و شاهنشاهی هخامنشی را سرنگون نمود. او یک امپراتوری کوتاه‌مدت مقدونی را در مصر تأسیس کرد که به ظهور پادشاهی هلنیستی بطلمیوسی انجامید. این پادشاهی در سال ۳۰۵ قبل از میلاد توسط بطلمیوس یکم سوتر، یکی از سرداران سابق اسکندر، بنیان‌گذاری شد. حکومت بطلمیوس‌ها با چالش‌هایی مانند شورش‌های داخلی و درگیری‌های نظامی خارجی و داخلی مواجه بود، که در نهایت به افول این پادشاهی و الحاق آن به امپراتوری روم منجر شد. با مرگ کلئوپاترا، استقلال اسمی مصر پایان یافت و این سرزمین به یکی از استان‌های امپراتوری روم تبدیل شد.
حکومت روم بر مصر (شامل دوره بیزانس) از سال ۳۰ قبل از میلاد تا سال ۶۴۱ میلادی ادامه یافت، با وقفه‌ای کوتاه تحت تسلط شاهنشاهی ساسانی بین سال‌های ۶۱۹ تا ۶۲۹ میلادی، که به عنوان دوره مصر ساسانی شناخته می‌شود. پس از فتح مصر توسط مسلمانان، این سرزمین به بخشی از استان‌های خلافت‌های مختلف و سلسله‌های اسلامی تبدیل شد، از جمله خلافت راشدین (۶۳۲–۶۶۱)، خلافت اموی (۶۶۱–۷۵۰)، خلافت عباسی (۷۵۰–۹۳۵)، خلافت فاطمی (۹۰۹–۱۱۷۱)، سلطنت ایوبی (۱۱۷۱–۱۲۶۰)، و سلطنت مملوک (۱۲۵۰–۱۵۱۷). در سال ۱۵۱۷، سلطان عثمانی سلیم اول قاهره را تصرف کرد و مصر را به امپراتوری عثمانی ضمیمه نمود.
مصر تا سال ۱۸۰۵ کاملاً تحت سلطه عثمانی‌ها باقی ماند، به استثنای دوره کوتاه اشغال توسط فرانسه از سال ۱۷۹۸ تا ۱۸۰۱. مصر از سال ۱۸۶۷ به یک دولت خراج‌گذار عثمانی و به ظاهر خودمختار با عنوان خدیو‌نشین مصر تبدیل شد. با این حال، پس از جنگ انگلیس و مصر در سال ۱۸۸۲، خدیو‌نشین مصر تحت سلطه بریتانیا قرار گرفت. پس از جنگ جهانی اول و در پی انقلاب ۱۹۱۹ مصر، پادشاهی مصر تشکیل شد. اگرچه این پادشاهی به طور رسمی مستقل بود، بریتانیا همچنان کنترل امور خارجه، دفاع و سایر مسائل کلیدی را در دست داشت. اشغال مصر توسط بریتانیا تا سال ۱۹۵۴ ادامه یافت، تا اینکه با امضای توافقنامه انگلیس و مصر در همان سال به پایان رسید.
جمهوری مدرن مصر در سال ۱۹۵۳ تأسیس شد و با خروج کامل نیروهای بریتانیایی از کانال سوئز در سال ۱۹۵۶، رئیس جمهور جمال عبدالناصر (رئیس جمهور از ۱۹۵۶ تا ۱۹۷۰) اصلاحات زیادی را معرفی کرد و جمهوری متحد عربی (با سوریه) را ایجاد کرد که عمر کوتاهی داشت. دوره ریاست جمهوری او همچنین شاهد جنگ شش روزه و ایجاد جنبش غیرمتعهدها در سطح بین‌المللی بود. جانشین او، انور سادات (رئیس جمهور از ۱۹۷۰ تا ۱۹۸۱)، مسیر مصر را تغییر داد و از بسیاری از اصول سیاسی و اقتصادی ناصریسم فاصله گرفت، سیستم چندحزبی را مجدداً برقرار کرد و سیاست اقتصادی انفتاح را راه‌اندازی کرد. او مصر را در جنگ یوم‌کیپور در سال ۱۹۷۳ رهبری کرد تا شبه‌جزیره سینا را که از زمان جنگ شش روزه در سال ۱۹۶۷ تحت اشغال اسرائیل بود، بازپس گیرد. این امر بعدها به امضای پیمان صلح مصر و اسرائیل منجر شد.
تاریخ اخیر مصر تحت سلطه رویدادهایی بوده است که پس از نزدیک به سی سال حکومت حسنی مبارک، رئیس جمهور سابق، رخ داده‌اند. انقلاب مصر در سال ۲۰۱۱ منجر به برکناری مبارک و انتخاب اولین رئیس جمهور دموکراتیک در تاریخ مصر، محمد مرسی، شد. ناآرامی‌های پس از انقلاب ۲۰۱۱ و اختلافات مرتبط با آن، به کودتای سال ۲۰۱۳ مصر، زندانی شدن مرسی و انتخاب عبدالفتاح السیسی به عنوان رئیس جمهور در سال ۲۰۱۴ منجر شد.

## سالشمار
تاریخ مصر را می‌توان به دوره‌های زیر بخش‌بندی کرد:
- مصر پیش از تاریخ
- تاریخ مصر باستان
  - دوره آغازین دودمانی مصر: سی و یکم تا بیست و هفتمین سده قبل از میلاد مسیح
  - پادشاهی کهن مصر: بیست و هفتمین تا بیست و دومین سده قبل از میلاد مسیح
  - دوره نخست میانی مصر: بیست و دومین تا بیست و یکمین سده قبل از میلاد مسیح
  - پادشاهی میانه مصر: بیست و یکمین تا هفدهمین سده قبل از میلاد مسیح
  - دوره دوم میانی مصر: سال  ۱۶۴۰ تا ۱۵۷۰ قبل از میلاد مسیح
  - پادشاهی نوین مصر: ۱۵۷۰ تا ۱۰۷۰ قبل از میلاد مسیح
  - دوره سوم میانی مصر و ۱۰۷۰ تا ۶۶۴ قبل از میلاد مسیح
  - دوره آخر مصر باستان
    - تاریخ مصر هخامنشی: ۵۲۵ تا ۴۰۲  از میلاد  و ۳۴۳ تا ۳۳۲ قبل از میلاد
- یونانی-رومی مصر
  - تاریخ مصر بطلمیوسی: ۳۳۲ تا ۳۰ قبل از میلاد مسیح
  - تاریخ مصر رومی: ۳۰ قبل از میلاد مسیح تا  ۶۲۱ میلادی
  - تاریخ مصر ساسانی(جنگ شاهنشاهی ساسانی و امپراتوری بیزانس (۶۰۲–۶۲۸)) : ۶۲۱ تا ۶۲۸ میلادی
  - تاریخ مصر رومی: ۶۲۸ تا ۶۴۵
- قرون وسطی مصر
  - تاریخ مصر اسلامی: ۶۳۹ تا ۱۲۵۰
  - سلطنت ممالیک: ۱۲۵۰ تا ۱۵۱۷
  - تاریخ مصر عثمانی: ۱۵۱۷ تا ۱۸۰۵
- مدرن مصر
  - تاریخ مصر سلسله محمدعلی: ۱۸۰۵ تا ۱۸۸۲
  - تاریخ مصر مدرن: از ۱۸۸۲